# Monte Samat
Monte Samat es una montaña histórica en la ciudad de Pilar, provincia de Bataán, en la República de Filipinas. Situado cerca de su cumbre esta el Santuario nacional del Monte Samat, un monumento nacional dedicado a los filipinos y estadounidenses caídos durante la Segunda Guerra Mundial.
El monte Samat es un cono parásito del monte Mariveles sin antecedentes de erupciones históricas.